# Низшее механико-техническое училище имени Н. М. Полежаева
Низшее механико-техническое училище имени Н. М. Полежаева (позднее Калязинский машиностроительный техникум, Калязинский колледж имени Н. М. Полежаева) — историческое здание (комплекс зданий) в Калязине. Объект культурного наследия регионального значения. Расположено на западной окраине города, на улице Большой Тверской, дом 36.

## История
Здание училища было сооружено по завещанию купца Н. М. Полежаева (на средства его сына М. Н. Полежаева) в 1902—1905 гг. Пятилетнее училище, где готовили мастеров и других руководителей рабочих групп для механических, машиностроительных и других заводов, было открыто в 1903 году и, пока не было достроено здание, размещалось в собственном доме Полежаева. Автором проекта здания был академик архитектуры Р. Р. Марфельд, руководителем строительства — инженер Н. Никитин, несколько изменивший проект с увеличением боковых крыльев здания. Тогда же построен и служебный корпус. В советское время училище реорганизовано в индустриальный техникум, позднее машиностроительный. В 1930-х годах построены дополнительные служебные корпуса, в 1938 году на дополнительной территории к югу от старого здания построено общежитие. Здание сохраняет свою функцию, в нём размещается Калязинский колледж имени Н. М. Полежаева.

## Архитектура
Здание, одно из крупнейших в историческом Калязине, сочетает элементы кирпичного стиля и русского стиля. Территория располагается между Большой Тверской улицей и берегом Волги, протяжённый главный фасад основного здания обращён на улицу. Служебный корпус поставлен в глубине участка, параллельно основному зданию. Общежитие стоит южнее, на улице Коминтерна, на одной оси с главным зданием, между ними разбит парк. Здание училища выстроено из неоштукатуренного кирпича на белокаменном цоколе. Оно имеет сложную в плане форму, в своей основе П-образную. Центральная часть была учебной, в левом крыле располагались мастерские, в правом — квартиры. По главному фасаду здание двухэтажное с повышенной центральной частью, которую завершает высокая кровля-епанча, увенчанная решёткой с растительными изображениями. Фасад симметричен, имеет ширину в 17 оконных осей и три ризалита — небольшой центральный и два выраженных боковых. По центру расположен главный вход, над ним в первом этаже небольшое окошко, а во втором этаже крупное арочное окно, оформленное двумя колонками по боками и архивольтом с зубцами сверху, выше которого — аттик с зубцовыми поясами. Боковые ризалиты имеют по три оконных оси, на углах имеют лопатки с «языками» и завершаются массивными тумбами. Декор боковых фасадов ближе к улице, на отрезках по шесть осей, аналогичен главному. Южный боковой фасад имеет три ризалита по одной оконной оси, в дальнем находится ещё один вход. Ризалиты завершаются крупными аттиками с кронштейнами ступенчатого профиля. По всем фасадам проходят междуэтажная полка и профилированный карниз, завершающий здание, а также три белокаменных пояска — в верхней и нижней части оконных проёмов первого этажа и в верхней части проёмов второго этажа.
Внутренняя планировка хорошо сохранилась. Центральный вестибюль в первом этаже соответствует главному входу, от него на второй этаж, где переднюю половину здания между ризалитами занимает рекреационный зал, ведёт парадная двухмаршевая лестница. Помимо неё, в здании имеется три чёрных лестницы в боковых крыльях. Классы располагаются по сторонам от вестибюля. В интерьерах сохранились кафельные печи, металлические балясины на лестницах, филёнчатые двери, потолочные карнизы и розетки, полы, выложенные метлахской плиткой и паркетом, а также некоторые предметы мебели.
Служебный корпус — одноэтажное здание, прямоугольное и сильно вытянутое в плане, с простым эклектическим оформлением. С торцов здания — фронтоны-щипцы с переломами, карниз дополнен рядом кирпичных зубцов. Из построек 1930-х гг. сохранились деревянный гараж на 4 машины, кирпичный погреб с крутой кровлей и заострёнными столбиками по углам, а также трёхэтажное кирпичное здание общежития в стилистике сталинского неоклассицизма. Фасад общежития со стороны парка имеет три крупных ризалита, отвечающие лестничным клеткам, между которыми во втором и третьем этажах размещены протяжённые балконы. Нижний этаж рустован, в ризалитах имеются высокие арочные оконные проёмы верхнего этажа.